# 37. Tarnowska Nagroda Filmowa
37. Tarnowska Nagroda Filmowa – odbyła się w dniach 27 maja-3 czerwca 2023 roku.

## Filmy konkursowe

### Konkurs główny
- Chleb i sól – reż. Damian Kocur
- Filip – reż. Michał Kwieciński
- Film balkonowy – reż. Paweł Łoziński
- IO – reż. Jerzy Skolimowski
- Kobieta na dachu – reż. Anna Jadowska
- Miało Cię nie być – reż. Jakub Michalczuk
- Niebezpieczni dżentelmeni – reż. Maciej Kawalski
- Pianoforte – reż. Jakub Piątek
- Silent Twins – reż. Agnieszka Smoczyńska
- Śubuk – reż. Jacek Lusiński
- Wyrwa – reż. Bartosz Konopka
- Zadra – reż. Grzegorz Mołda

### Konkurs „Kino Młodego Widza”
- Bella w brzuszku, odc.:
  - Gwiazda – reż. Jacek Rokosz
  - Miotła, odkurzacz i mop – reż. Jacek Rokosz
- Bobaski i Miś, odc. Lato – reż. Maja Garmulewicz
- Gwiazdka z nieba – reż. Sofya Nabok
- Kicia Kocia w kosmosie – reż. Marta Stróżycka
- Kicia Kocia zostaje policjantką – reż. Marta Stróżycka
- Limonek i Bezia, odc. Jajko niespodzianka – reż. Ilenia Cotardo, Piotr Ficner
- Odo, odc. Gdzie jest ślimak? – reż. Mikołaj Pilchowski, Piotr Szczepanowicz
- Szalone wynalazki, odc. Smartfon – reż. Tomasz Niedźwiedź
- Toru Superlis, odc. Łowca snów – reż. Piotr Szczepanowicz
- Wielki Architekt – reż. Pawlina Carlucci Sforza
- Zapomniana książka – reż. Agata Gorządek

## Skład jury
- Wojciech Smarzowski – reżyser, przewodniczący jury
- Marta Bałaga – dziennikarka filmowa
- Rafał Listopad – montażysta, pedagog
- Jacek Petrycki – operator, reżyser filmów dokumentalnych
- Joanna Szymańska – producentka filmowa
- Katarzyna Warnke – aktorka, reżyserka teatralna i filmowa
- Maciej Zieliński – kompozytor, aranżer, producent muzyczny

## Laureaci

### Konkurs główny
- Nagroda Grand Prix – Statuetka Maszkarona:
  - Film balkonowy – reż. Paweł Łoziński

- Nagroda Jury Młodzieżowego – Statuetka Kamerzysty:
  - Film balkonowy – reż. Paweł Łoziński

- Nagroda publiczności – Statuetka Publika:
  - Śubuk – reż. Jacek Lusiński

- Nagroda specjalna jury:
  - Damian Kocur – za świeże spojrzenie na otaczający nas świat (Chleb i sól)

- Nagroda za całokształt twórczości – Statuetka „Promienna”:
  - Ewa Braun

### Konkurs „Kino Młodego Widza”
- Nagroda Jury Dziecięcego – Statuetka „Maszkaronek”:
  - Kicia Kocia w kosmosie – reż. Marta Stróżycka